# NVD Beveiligingen
NVD Beveiligingen, volledige naam Nachtveiligheidsdienst Bewaking Haarlem bv, is een beveiligingsbedrijf dat sinds 2007 deel uitmaakt van de NVD Beveiligingsgroep. Het is het oudste beveiligingsbedrijf van Nederland.

## Geschiedenis
Aan het begin van de 20e eeuw zagen particulieren steeds meer kansen voor particuliere en professionele beveiligingsbedrijven. Een daarvan was Martinus Pothoven, de grondlegger van de huidige NVD. Op 1 februari 1909 richtte hij NVD op, toen nog onder de naam Nachtveiligheidsdienst en Contrôle. Oorspronkelijk richtte het bedrijf zich voornamelijk op wijkbewaking van woningen en bedrijven in de regio Haarlem, waarbij de nachtwaker nog op de fiets zijn rondes deed.
Na de Tweede Wereldoorlog breidden de klantenkring en activiteiten zich uit. Door het grotere werkgebied deden in de jaren vijftig de eerste surveillanceauto’s hun intrede, gevolgd eind jaren zestig door moderne communicatiemiddelen, zoals mobilofoon en portofoon. Rond 1972 kwam er ook een meldkamer, de voorloper van de alarmcentrale. Eind jaren zeventig werd de bedrijfsvoering gemoderniseerd en kwam er uitbreiding met elektronische beveiligingssystemen en werd de bedrijfsnaam veranderd in Nachtveiligheidsdienst Bewaking Haarlem B.V. Vanaf 1980 ging het bedrijf verder onder de naam NVD Beveiligingen omdat deze beter het totaalpakket aan beveiligingsdiensten beschreef.
Door de toenemende activiteiten opereert NVD Beveiligingen tegenwoordig onder de overkoepelende NVD Beveiligingsgroep.

## Naamsafkorting
Het bedrijf haalde de landelijke pers in juni 2006, toen het een kort geding aanspande tegen de nieuw opgerichte politieke partij Naastenliefde, Vrijheid en Diversiteit, die ook de afkorting NVD voerde. Naar aanleiding van dit kort geding sprak de rechter op 9 juni 2006 in Den Haag uit dat de politieke partij niet langer de afkorting NVD mag gebruiken.